# Fisch im Alten Ägypten

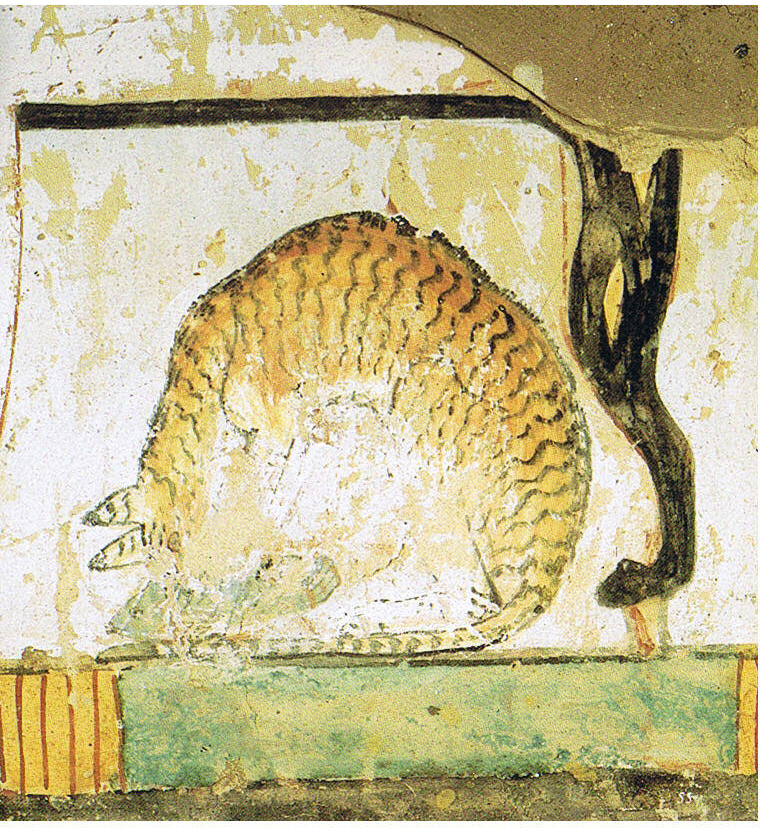
Eine Katze frisst einen Fisch, Grab des Beamten Nacht

Fisch sowie Meeresfrüchte und andere Wassertiere gehörten im Alten Ägypten zu den wichtigsten Nahrungsmitteln und waren seit der Frühgeschichte wichtigster Lieferant von Proteinen für einen Großteil der ägyptischen Bevölkerung. Schriftliche und archäologische Quellen liefern umfangreiche Informationen zu verschiedenen Fischen und anderen Wassertieren sowie zu deren Fang und Verwendung. Wassertiere wurden in der altägyptischen Kunst dargestellt, als Medikament genutzt, Muschelschalen und Schneckengehäuse bearbeitet und als Schmuck oder Werkzeuge verwendet oder in religiösem Kontext eingesetzt. Fischfang war ein eigener Gewerbezweig, mit Wassergetier wurde gehandelt und die Jagd auf Fische und anderes Wassergetier war ein Zeitvertreib der ägyptischen Elite. Auch die Bibel hebt die Bedeutung von Fisch als Nahrungsmittel im alten Ägypten hervor.

## Fische

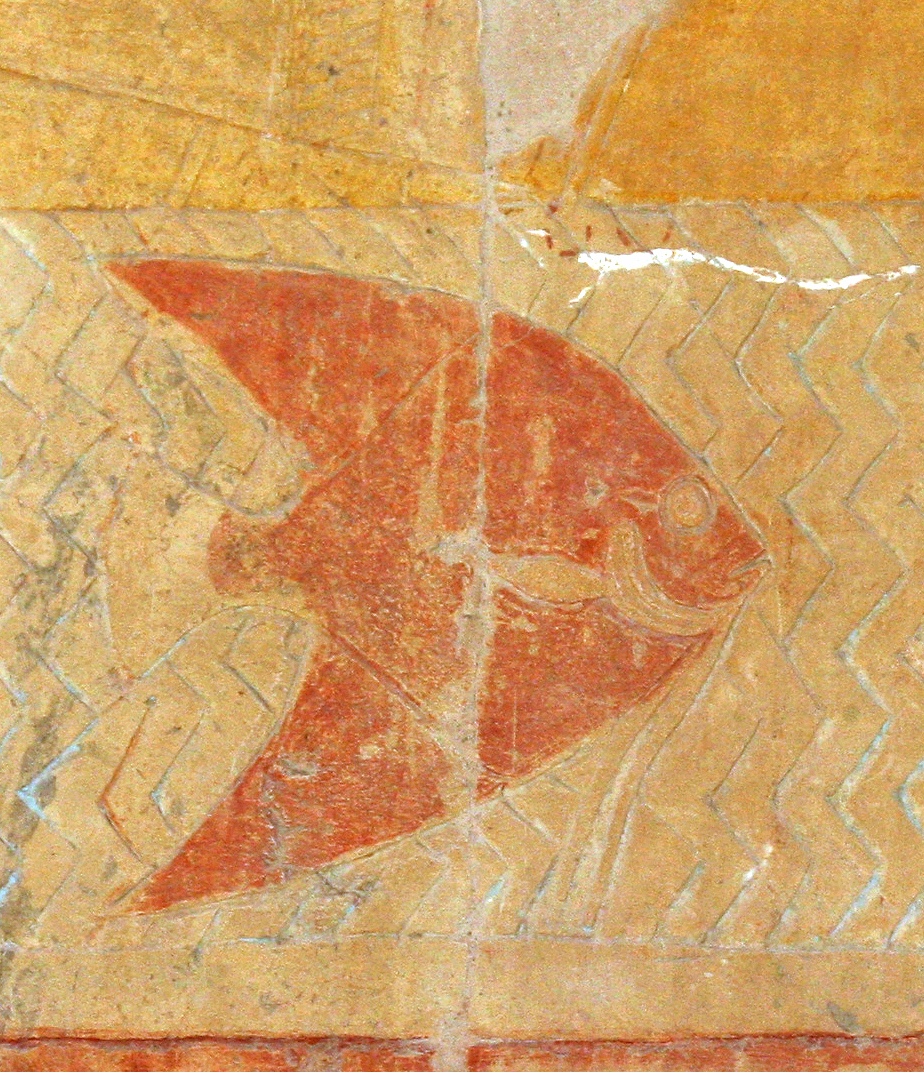
Detail der Fisch-Abbildungen in der Punthalle des Hatschepsut-Tempels in Deir-el-Bahri

Im Unterschied zu anderen Mittelmeerkulturen des Altertums fingen die Ägypter zu einem überwiegenden Teil Süßwasserfische, im Nildelta auch Brackwasserfische. Nach der derzeitigen Quellenlage spielte der Fang von Salzwasserfischen keine Rolle. Die Gründe dafür sind unklar, womöglich war es unnötig, sich dem größeren Risiko des Hochseefischens auszusetzen, und einfacher, im Nil und in den Oasengewässern zu fischen. Hauptfangregionen waren neben dem gesamten Nil mit seinem Delta die Gewässer im Fayyum-Becken.

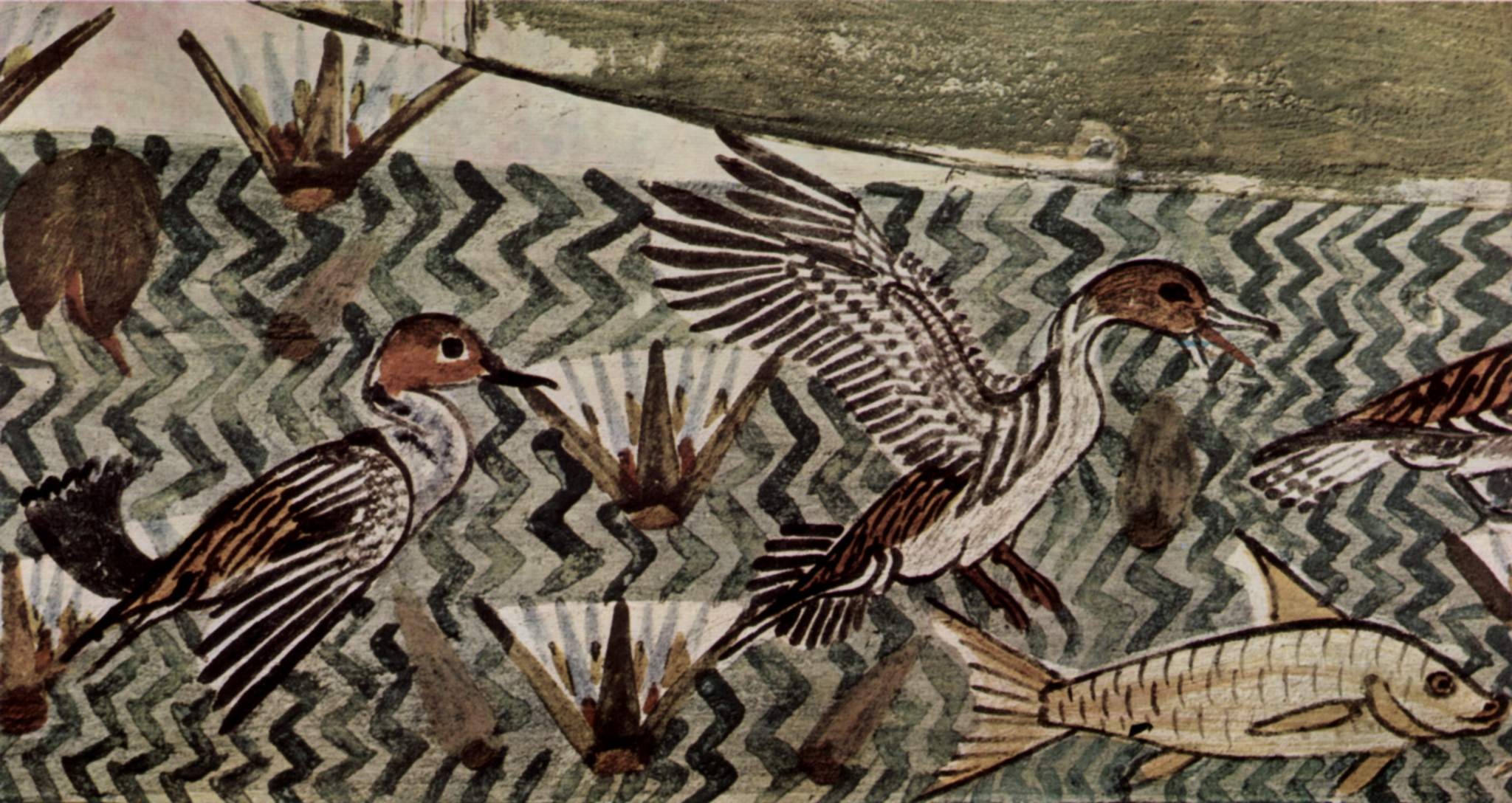
Darstellung von Fischen in der Grabkammer des Menna, Wandbild um 1422–1411 v. Chr.

In der Neuzeit wurden mehr als 65 Nilfische beschrieben. Etwa 30 von ihnen wurden dank archäologischer Quellen für das Alte Ägypten nachgewiesen, da sie als Abbildungen in Gräbern überliefert wurden. Für etwa die Hälfte dieser identifizierten Fische sind auch ihre altägyptischen Benennungen bekannt. Diverse Fischarten hatten mehrere Bezeichnungen; insgesamt kennt man heute etwa 50 verschiedene altägyptische Fischnamen. Manche Abbildungen aus dieser Zeit des Alten Reiches sind so herausragend, dass die Fischarten wissenschaftlich eindeutig bestimmbar sind. Für spätere Phasen der ägyptischen Geschichte ist das nur selten möglich. Einzelne Arten sind dann schwerer zu unterscheiden, häufig ist jedoch die Gattung oder zumindest die Familie der abgebildeten Tiere feststellbar. Die Ägypter verfügten augenscheinlich bereits über Kenntnisse der Lebensgewohnheiten mancher Fischarten, so wurden etwa auf mehreren Wandbildern die auf dem Rücken schwimmenden Fiederbartwelse auf dem Rücken schwimmend und Meeräschen in Schwärmen dargestellt. Aus schriftlicher Überlieferung sind nicht nur Namen der einzelnen Fische, sondern auch die Bezeichnungen von Körperteilen und Organen bekannt.
Wichtige Fische waren:

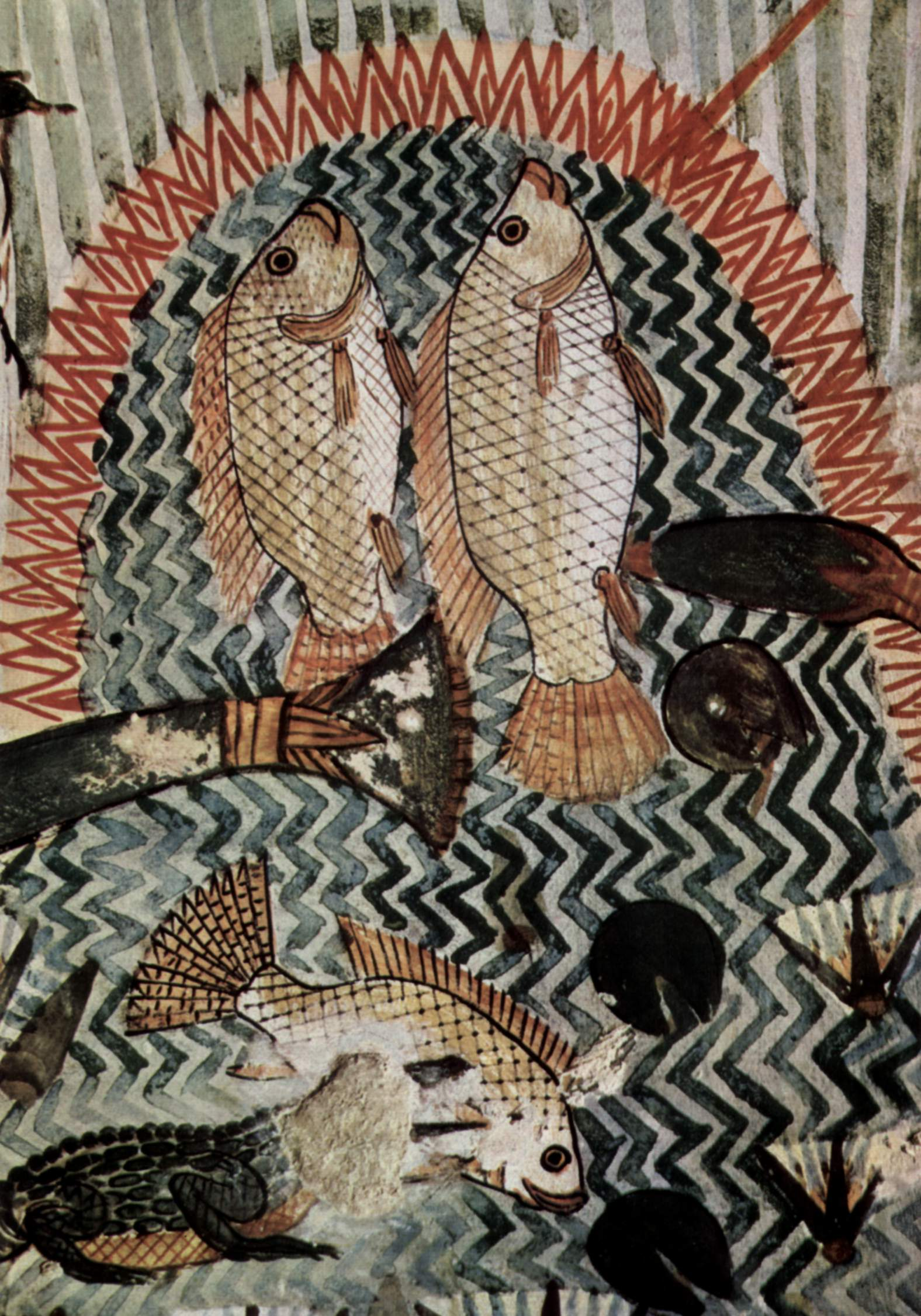
Darstellung von zwei mit dem Speer gejagten Tilapia-Fischen, Grabkammer des Menna, Wandbild um 1422–1411 v. Chr.

- Meeräschen. Diese wurden auf Wandbildern am häufigsten dargestellt. Auch heute zählen sie noch zu den wichtigsten Fangfischen im Nil. Sie wurden vor allem wegen ihres festen und wohlschmeckenden Fleisches geschätzt und mit Zugnetzen befischt. Der Rogen wurde durch Salzen, Pressen und Trocknen zu einem kaviarähnlichen, recht wertvollen Produkt verarbeitet.[9]
- Barschfische wurden am zweithäufigsten dargestellt. Dabei sind vor allem Buntbarsche und der eine Länge von 60 Zentimetern erreichende Nilbuntbarsch abgebildet. Letzterer wurde hauptsächlich im Delta und im Fayum bejagt, was Funde einer großen Menge von Gräten belegen. Dass Nilbuntbarsche Maulbrüter sind, war den Ägyptern offenbar bekannt, galt ihnen der Nilbuntbarsch doch als Symbol für Fruchtbarkeit und Wiedergeburt. Auch die Brutpflege von Zilles Buntbarsch wurde von den Ägyptern wahrgenommen und von ihnen bildlich festgehalten. Demnach formt der Fisch aus dem Laich eine Kugel, die er in einer Grube ablegt oder an einem Stein befestigt. Heute sind Barsche die wichtigsten Speisefische aus dem Nil und machen mehr als 70 % des Fanges aus. Die altägyptischen Zahlen sind allerdings nicht bekannt, doch ist davon auszugehen, dass die Fangzahlen sehr hoch und Barsche auch im Alten Ägypten wichtige Speisefische waren. Eine besondere Rolle spielte der Nilbarsch (altägyptisch Aha), der vor allem am schnell fließenden und sauerstoffreichen oberen Nil gefangen wurde. Die Raubfische konnten bis zu zwei Meter lang und 175 Kilogramm schwer werden. In manchen Gegenden Ägyptens wurden sie kultisch verehrt und waren Opferfische für die Götter. In der Spätzeit wurden sie häufig mumifiziert und beispielsweise in Esna in Särgen in großen Fischnekropolen bestattet.[10]
- Welse kamen in vielen verschiedenen Arten vor und waren von hoher wirtschaftlicher Bedeutung. Das wässrige, weniger gut schmeckende Fleisch war jedoch weniger beliebt, weshalb anzunehmen ist, dass Welse eher von ärmeren Bevölkerungsschichten gegessen wurden. Besonders weit verbreitet waren die Fiederbartwelse. Sie haben starke Rücken- und Brustflossenstachel, an denen Giftdrüsen sitzen. Diese konnten zu schwer heilenden Verletzungen führen, weshalb die Stachel von den Fischern sofort nach dem Fangen abgebrochen wurden. Selten vorkommend, aber ebenfalls bejagt wurde der Zitterwels. Ihm kam in der altägyptischen Medizin eine bedeutende Rolle zu.[11]
- Nilhechte wurden vor allem in stehenden und langsam fließenden Gewässern gefangen. Die Art Mormyrus kannume wurde Oxyrhynchos genannt und an mehreren Orten göttlich verehrt. Das Fleisch der Nilhechte ist einerseits von weniger guter Qualität, andererseits sehr fetthaltig.[12]

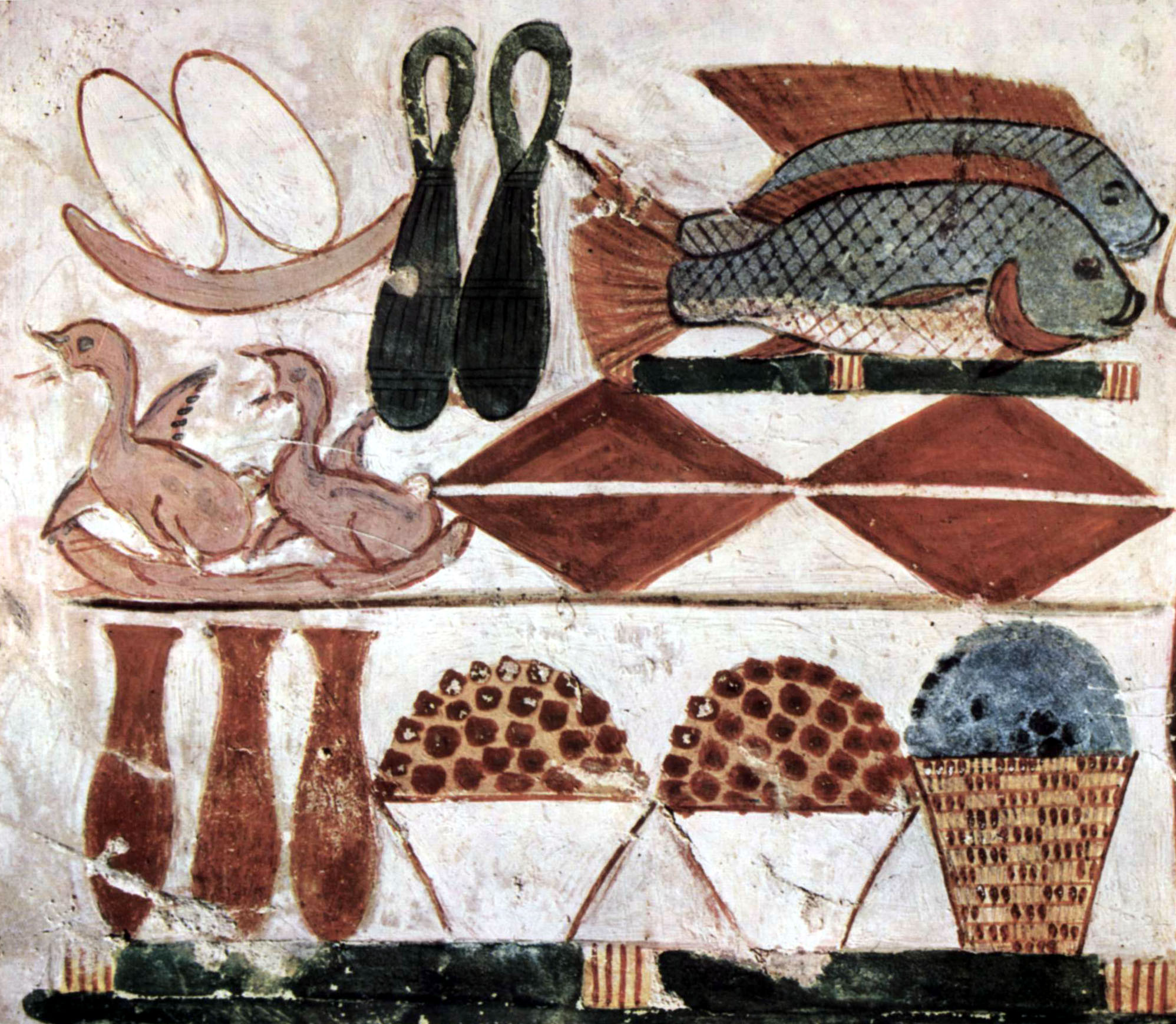
Darstellung von Nilbuntbarschen in der Grabkammer des Menna, Wandbild um 1422–1411 v. Chr.

Andere Fische waren die Bynnibarbe, ein karpfenähnlicher Fisch, der Lepidotos genannt wurde, verschiedene Arten der Salmler und der gern verzehrte Aal. Ein besonders charakteristischer und gleich dem Aal sehr häufig dargestellter Fisch war der Nilkugelfisch, auch Fahaka oder Maeotis-Fisch genannt. Er war weit verbreitet und sein wohlschmeckendes Fleisch sehr geschätzt. Die Zubereitung muss jedoch recht schwierig gewesen sein, da Keimdrüsen und Leber des Fisches extrem wirksame Gifte enthielten. In der Wissenschaft ist umstritten, ob diese Kugelfische in Elephantine kultisch verehrt wurden.

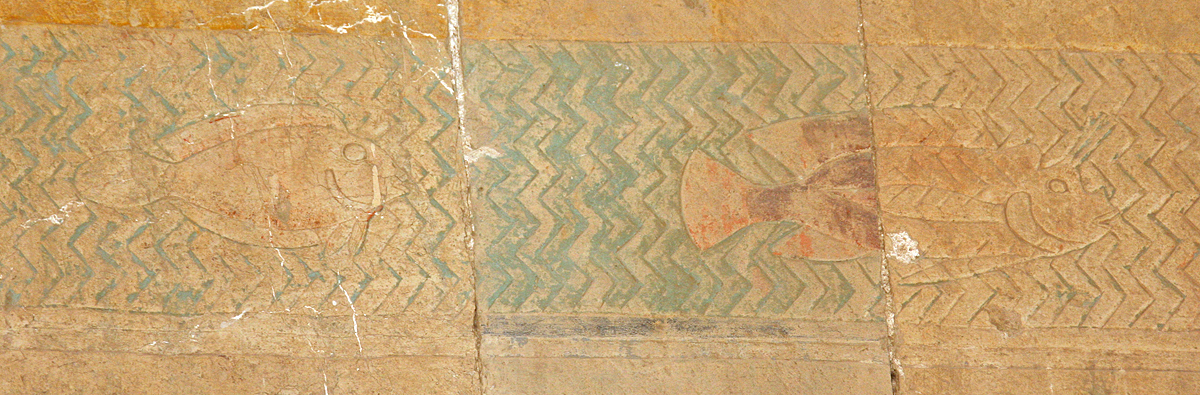
Detail der Fisch-Abbildungen in der Punthalle des Hatschepsut-Tempels in Deir-el-Bahri

Salzwasserfische wurden selten abgebildet. Am bekanntesten sind die Darstellungen von etwa 30 verschiedenen Fischen und weiteren Meerestieren in der Punt-Halle des Tempels der Hatschepsut in Deir el-Bahari. Hier konnten im Rahmen der Darstellung einer Punt-Expedition die abgebildeten Rochen, Doktorfische, Skorpionfische, Schwertfisch, Einhornfisch, Frauenfische, Kugelfische, Stachelwelse, Plattfische, Drückerfische, Soldatenfische, Kaninchenfische, Lippfische, Fledermausfische, Fächerfische, Sichelfische sowie Langusten, Kalmare und mehrere Süßwasserfische identifiziert werden.

## Andere Wirbeltiere

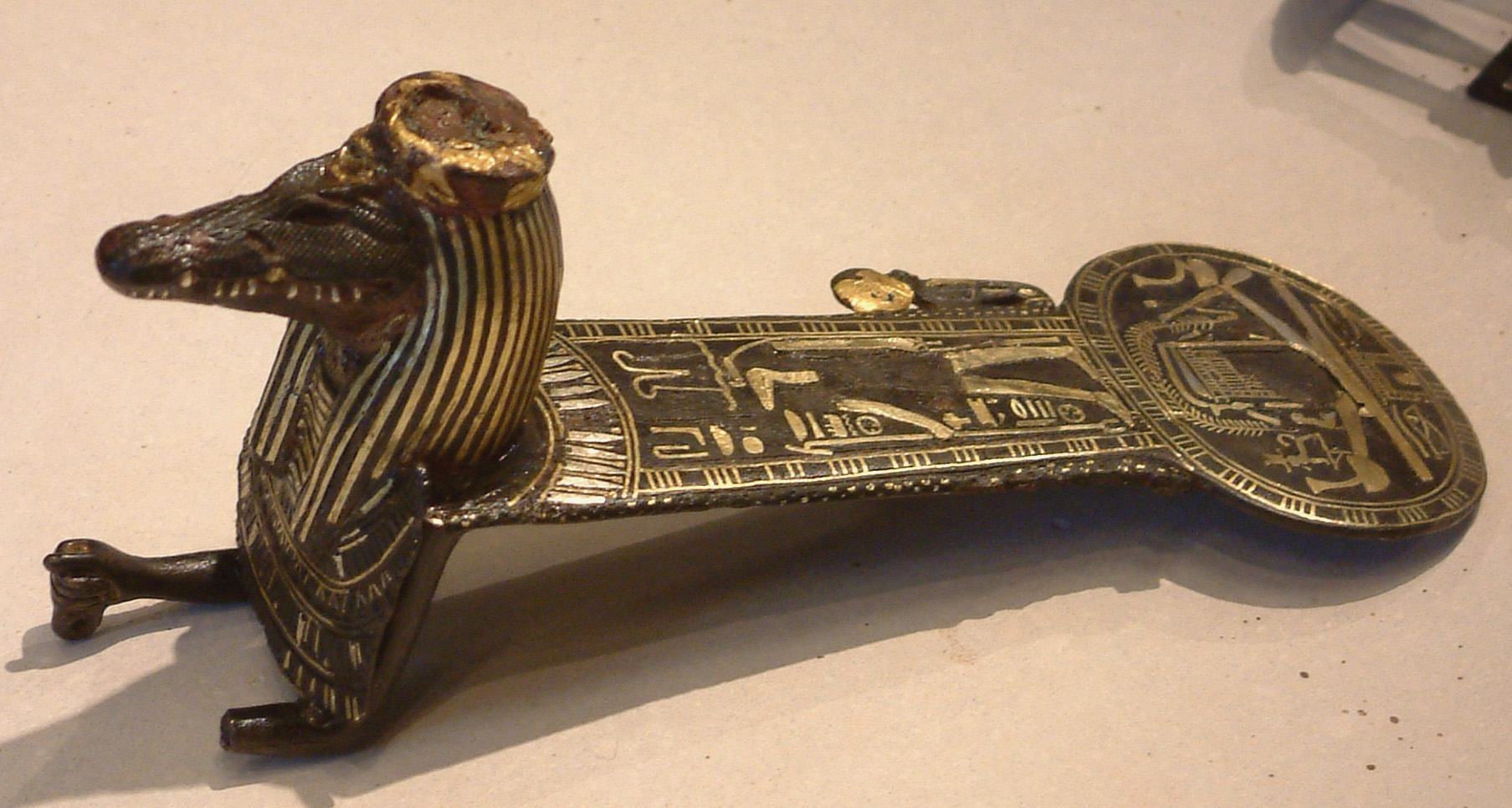
Ägyptischer Kultgegenstand in Krokodilform

Die Ägypter unterschieden nur bedingt verschiedene Tiergattungen. Kultisch verehrt wurden Krokodile, von denen Tausende in mumifizierter Form überliefert wurden. Der Krokodilgott Sobek galt als Herr der Fische, das Krokodil als großer Fisch. Die in Massen im Nil, in den Kanälen, in den Sümpfen und in den Seen vorkommenden Krokodile genossen wegen ihrer Kraft und ihrer Gefährlichkeit hohes Ansehen. An manchen Orten wurden Krokodile – die ja auch eine Gefahr für die Menschen darstellten – trotz ihrer kultischen Verehrung (meist mit Harpunen) bejagt, wie die überlieferten Bildnisse erahnen lassen. Aus frühzeitlichen Siedlungen bei el-Omari ist bekannt, dass Krokodile auch gegessen wurden. Plutarch berichtet davon, dass auch in Edfu Krokodilfleisch verzehrt wurde. Ansonsten konnten bislang keine Belege dafür gefunden werden, dass das Krokodil in pharaonischer Zeit als Nahrungsmittel Verwendung fand. Jedoch wurden in der Medizin Krokodilaugen zum Heilen von Augenkrankheiten verwendet.
Gegessen wurden zeitweise Schildkröten. Die wirtschaftlich bedeutendste war die Nilweichschildkröte. Sie kam im Nil zahlreich vor und erreichte eine beachtliche Größe; so hatte beispielsweise der Rückenpanzer einen Durchmesser von bis zu 120 Zentimetern. Möglicherweise wurden die Rückenpanzer in vorgeschichtlicher Zeit als Schilde benutzt, doch ist das bislang nicht bewiesen. Im Mittleren Reich wurde der Verzehr von Schildkröten beendet. Sie wurden als Gegner des Sonnengottes Ra angesehen, den sie bei dessen nächtlichen gefährlichen Fahrten durch die Unterwelt in seiner Barke als Tiere der geheimnisvollen Tiefen bedrohten. Doch fanden noch manche Teile der Schildkröte in der Medizin Verwendung. An vielen Stellen finden sich Wandbilder, so in den Tempeln von Philae, Edfu oder in Dendera, auf denen Pharaonen bei der rituellen Jagd und Tötung von Schildkröten gezeigt werden.

## Mollusken
Neben den genannten Tierarten waren Weichtiere von Bedeutung für die Versorgung. Schon in steinzeitlichen Fundstellen, etwa in Maadi oder Merimde-Benisalâme, wurden Schalentierreste ausgegraben. Am häufigsten fand man die Spatha-Muschel (auch Nilflussmuschel) mit bis zu 15 Zentimeter langen Schalen. Sie diente als Fleischlieferant. Die Schalen fanden aufgrund ihrer scharfen Kanten als Werkzeug oder wegen ihrer Form als Löffel sowie als Opfergaben Verwendung. Zudem dienten sie als Behältnis, zum Beispiel für Schminke. Die Muscheln waren ein wichtiger Exportartikel; ihre Schalen wurden auch an anderen Stellen des Mittelmeers, etwa in Palästina, auf Zypern, in der Ägäis und in Tunesien gefunden. Die Fundgeschichte reicht von der Zeit um 10000 v. Chr. bis in die byzantinische Zeit. Möglicherweise wurden die exportierten Muscheln vor ihrer Ausfuhr gesalzen, um sie für eine längere Zeit haltbar zu machen. Auch andere Muschelarten, wie die Mutela, wurden in Ägypten verzehrt und bis Palästina exportiert. Auch Nilaustern wurden in großen Mengen gefangen und gegessen, aber wohl vor allem wegen ihrer schönen, mit Perlmutt ausgekleideten Schalen, die zu Schmuck verarbeitet wurden. In pharaonischer Zeit wuchs diese Muschelart auf großen Muschelbänken an strömungsreichen Abschnitten in Oberägypten. Heute ist sie nahezu ausgestorben. Diverse Muschelarten waren vor allem als Schmuck beliebt. Sie waren aufgrund ihrer geringen Größe nur wenig als Nahrungsmittel geeignet.
Neben diesen Süßwassermollusken wurden viele Weichtiere aus maritimen Gewässern gefangen. Diese Muscheln und Schnecken stammten vor allem von den Küsten des Roten Meeres. Riesenmuscheln waren die größten gefangenen Exemplare; deren Reste wurden in Maadi und Karnak gefunden. Außerdem sind Kreiselschnecken, Kaurischnecken, Wulstschnecken, verschiedene Kegelschneckenarten und Sandmuscheln in größerer Menge verbraucht worden. Aus dem Mittelmeer wurden Mollusken vor allem an Stränden und auf Klippen gesammelt. Wichtigste Sammelobjekte waren Herzmuscheln, Sammetmuscheln und Brandhornschnecken, die kaum weiter als bis ins Nildelta und ins Fayum gehandelt wurden. Inwieweit diese Mollusken als Nahrungslieferant dienten oder nur zu Schmuckzwecken gesammelt wurden, ist unklar. Häufig fand man Muschelschalen und Schneckengehäuse aus maritimen Gegenden, die schon von der Brandung abgeschliffen oder gar von Bohrschnecken durchlöchert waren und somit offensichtlich erst nach ihrem Tode gesammelt wurden. Zudem wurden solche Gegenstände vor allem in Form von Anhängern, Ketten und anderen Schmuckstücken als Grabbeigaben, als Opfergaben und in profanen Zusammenhängen aufgefunden.
Tintenfische wurden nach derzeitigen Erkenntnissen eher nicht gefangen. Bekannt ist die Darstellung von Tintenfischen im schon erwähnten Punt-Saal. Doch stieß man bei Ausgrabungen an mehreren Orten auf ihre innere Schale, die womöglich für feine Schleifarbeiten verwendet wurde.

## Fang
Über die verschiedenen Fangmethoden geben vor allem Fresken oder Flachreliefe Auskunft. Gefunden wurden Angelhaken, Harpunen sowie Netze und Netzzubehör. Auffällig ist, dass den alten Ägyptern fast alle heute angewandten Fangtechniken bereits bekannt waren.
Die einfachste und älteste Fangmethode war das Einsammeln von Wassergetier am Ufer und im flachen Wasser. Dazu waren die Überschwemmungsgebiete des Nils sehr gut geeignet. Vor allem während des Rückgangs der jährlichen Nilflut konnten die Menschen Fische und andere Tiere in zurückbleibenden und langsam austrocknenden Tümpeln fangen. Diese Praxis ist auch aus Grabinschriften bekannt. Zusätzlich wurden kleine Dämme (Fischzaun) errichtet, die die Fische zurückhielten. Mit Stülpkörben wurden die Fische am Entweichen gehindert. Diese nach oben hin geschlossenen, geflochtenen Behälter waren zudem Transportmittel. Es gibt einige Hinweise darauf, dass nach Fischen im tieferen Wasser getaucht wurde. Vor allem die Krokodile machten diese Fangmethode sehr unsicher.

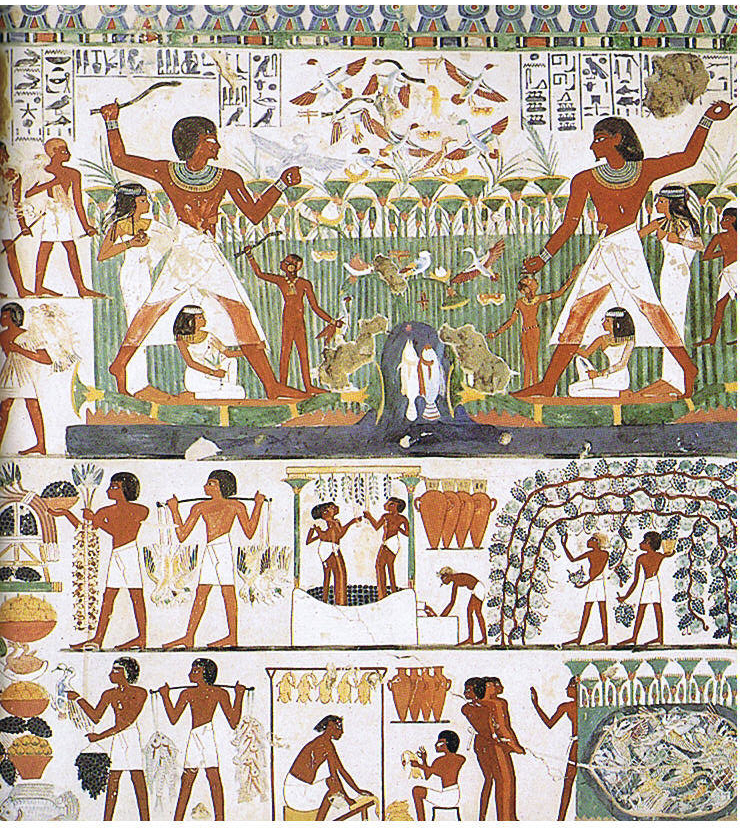
Der Beamte Nacht beim Jagen (links oben) und Fischen (rechts oben), Grab des Nacht

Eine traditionelle Fangmethode war die Benutzung von Speeren und Harpunen. Diese Methode wurde häufig in Gräbern dargestellt. Üblicherweise wird der Grabherr gezeigt, der in einem Boot durch das Wasser gestakt wird und nach Fischen speert. Die Darstellung wird oft durch ein Bild des Grabherren bei der Vogeljagd mit Hilfe von Wurfhölzern ergänzt. Meist werden zwei Fische vom Jäger durchbohrt, in der Regel ein Nilbarsch und ein Nilbuntbarsch. Andere Fischarten kommen selten vor. Da sich die Lebensräume beider Fischarten unterscheiden, ist ein solcher gleichzeitiger Fang unrealistisch. So fing man den Nilbarsch vor allem im tiefen, schnellen Wasser Oberägyptens, den Nilbuntbarsch hingegen im flachen, pflanzenreichen und ruhigen Delta.

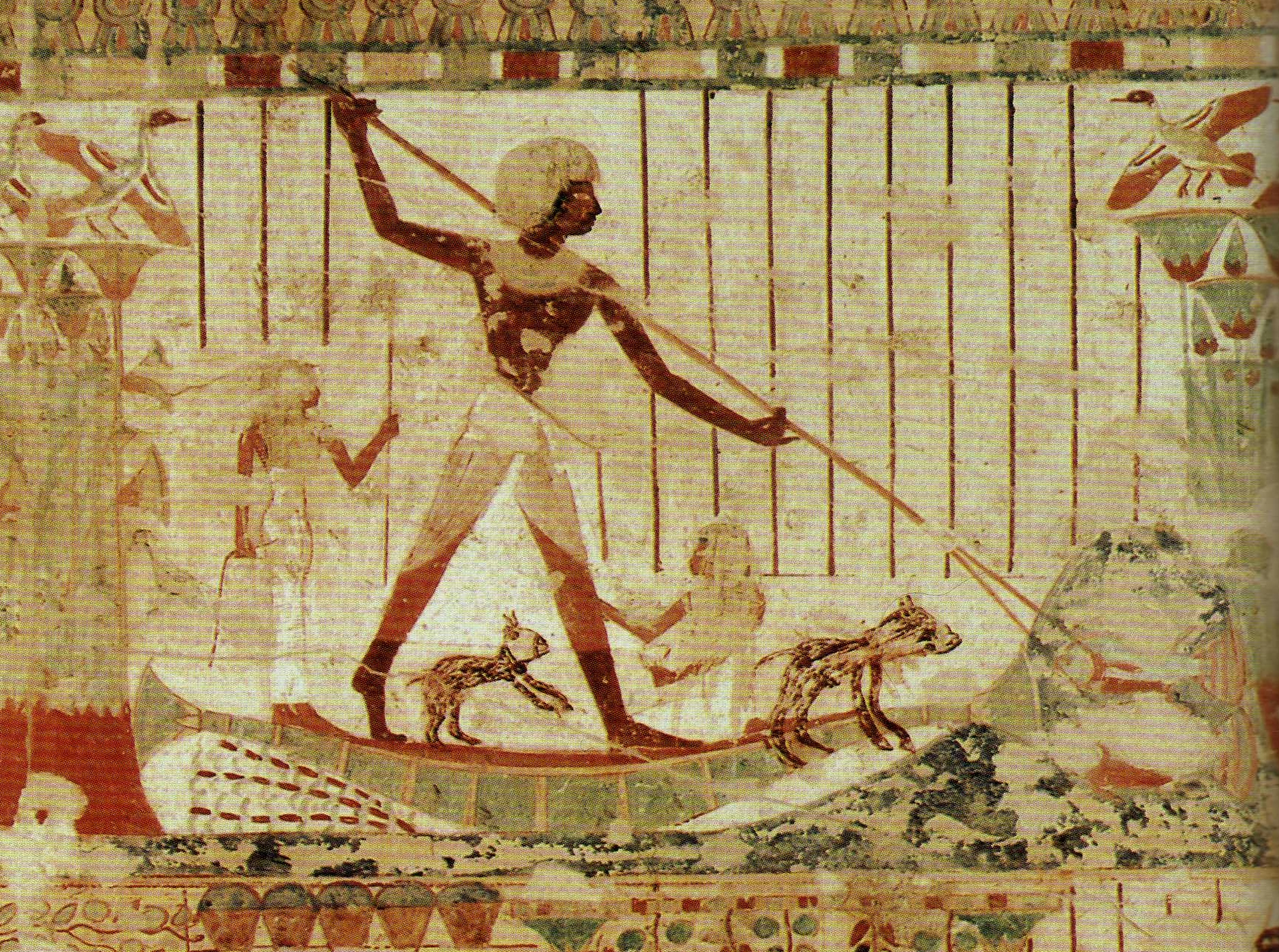
Das Fischspeeren mit einer zweispitzigen Harpune in einer Wandmalerei des Grabes des Usheret in Theben, 18. Dynastie, um 1430 v. Chr.

Damit liegt nahe, dass die Darstellung symbolischer Natur ist und die Einigkeit von Ober- und Unterägypten versinnbildlichen sollte. In der späten Phase der ägyptischen Geschichte werden oft zwei Nilbuntbarsche dargestellt, und die Bedeutung der Darstellung scheint sich gewandelt zu haben. Nunmehr symbolisieren die beiden Fische Fruchtbarkeit und Wiedergeburt. Dennoch gaben die Darstellungen reale Vorgänge wieder. Speerspitzen und Harpunen wurden häufig bei Ausgrabungen gefunden. Zudem scheint es, als sei diese Art des Fischfangs vor allem ein Freizeitvergnügen der Oberschicht gewesen. Sowohl auf Grabinschriften wie auch in Papyri wurden die Vergnügungen dieser Jagdart von verschiedenen Würdenträgern geschildert.
Ebenfalls recht häufig wurden Fischer beim Angeln abgebildet, was darauf schließen lässt, dass diese Art des Fischens ebenfalls weit verbreitet war. Wie das Speeren und das Harpunieren war auch das Angeln ein Freizeitvergnügen der Elite. Angelhaken sind in Ägypten seit der Steinzeit bekannt. Zunächst wurden sie vor allem aus Knochen, Horn, Muschelschalen und Elfenbein hergestellt, seit der Kupfersteinzeit auch aus Kupfer. Doch erst im Laufe des Alten Reiches verdrängten die Haken aus Kupfer beziehungsweise aus Bronze alle anderen Materialien. Bis zur 12. Dynastie (etwa 1900 v. Chr.) hatten die Haken eine einfache gebogene oder gewinkelte Form ohne Widerhaken. Durch die Einführung der Widerhaken verbesserten sich die Fangergebnisse mutmaßlich erheblich, und seit der 18. Dynastie verdrängten sie die einfachen Haken fast völlig. In der Spätzeit (etwa ab 600 v. Chr.) wurden die Haken vermehrt aus Eisen angefertigt. Neben gebogenen Haken wurden auch Fischknebel verwendet. Das waren umgekehrt T-förmige Haken mit zwei Spitzen. Diese Haken aus Feuerstein oder Knochen waren in der Mitte an einer Angelschnur befestigt. Sie wurden nur im Fayum gefunden und sind bislang nie auf Bildern identifiziert worden. Handangeln wurden meist mit mehreren Haken an einer Leine verwendet, manchmal wurden Festkörper wie Steine als Senker verwendet. Die Angler saßen auf einer Art Stuhl in ihrem Papyrusboot und hielten die Leine in der Hand. Die dargestellten Angler sind häufig ältere Männer, womöglich wurde diese Art des Fischens also von den Männern ausgeübt, die für kraftaufwändigere Fangmethoden nicht mehr stark genug waren. Köder wurden bislang nie auf Bildnissen gefunden, weshalb unklar ist, ob sie Verwendung fanden oder ob die Haken nur durch Fischgruppen gezogen wurden, in der Hoffnung, dabei Fische aufzuspießen. Allein im Ägyptischen Totenbuch findet sich an einer Stelle ein Hinweis auf Köder. Die erste Darstellung einer Angelrute stammt aus dem Grab des Chnumhotep in Beni Hasan (um 1950 v. Chr.). Auch an Rutenangeln waren meist mehrere Leinen befestigt. Grundsätzlich konnten viele Fischarten auf diese Weise gefangen werden, dargestellt wurde meist der Fang von Fiederbartwelsen, Raubwelsen, Kugelfischen und Barben.

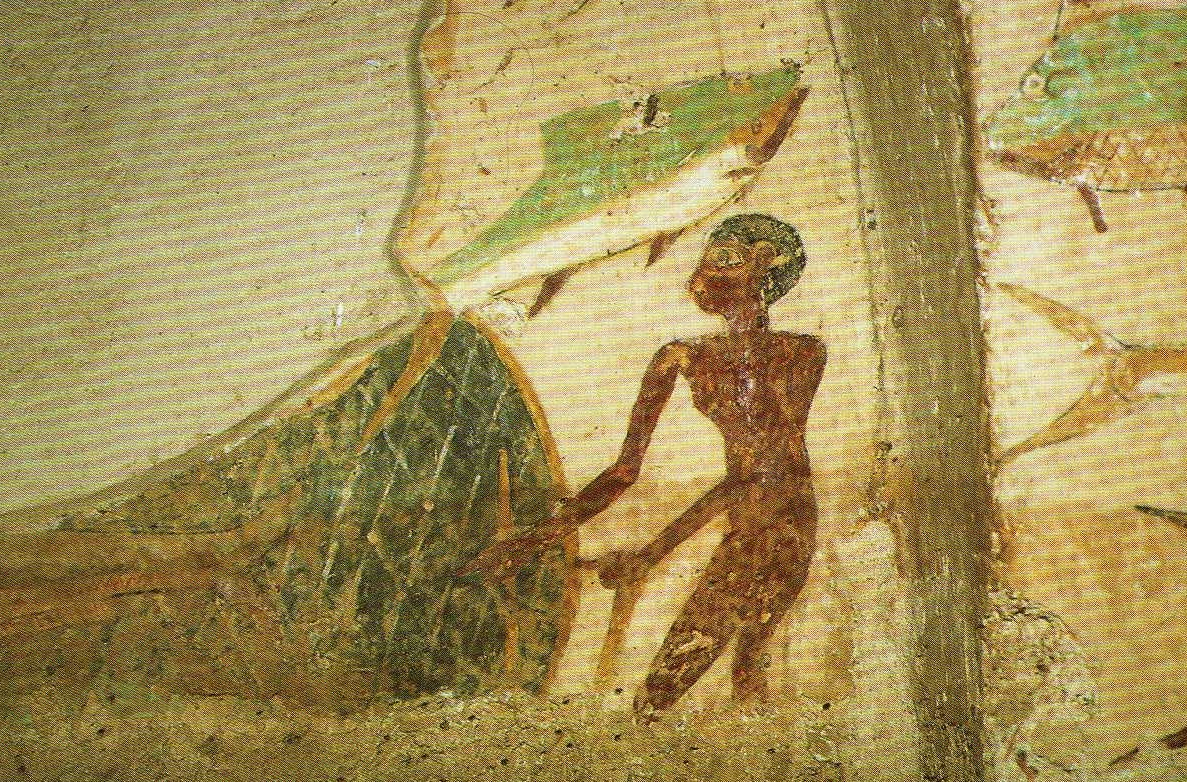
Das Reusenfischen in einer Wandmalerei des Grabes des Anchtifi in Mo’alla, 1. Zwischenzeit, um 2100 v. Chr.

Wiederum aus Wandbildern ist der Fang mit Hilfe von Reusen bekannt. Vermutlich waren sie aus Reet geflochten. Innere Rückhaltemechanismen sind nicht erkennbar, jedoch müssen sie vorhanden gewesen sein. Es ist nicht überliefert, jedoch sehr wahrscheinlich, dass zum Anlocken der Tiere Köder verwendet wurden. Reusen wurden entweder einzeln oder in Gruppen – dann meist in gegenüberliegenden Reihen – ausgelegt und an Pfählen oder mit Hilfe von Seilen am Ufer befestigt. Auffällig ist, dass nach dem Alten Reich nur noch selten Fischfang mit Reusen abgebildet wurde. Es ist jedoch nicht davon auszugehen, dass diese Art des Fanges nun nicht mehr so häufig war.

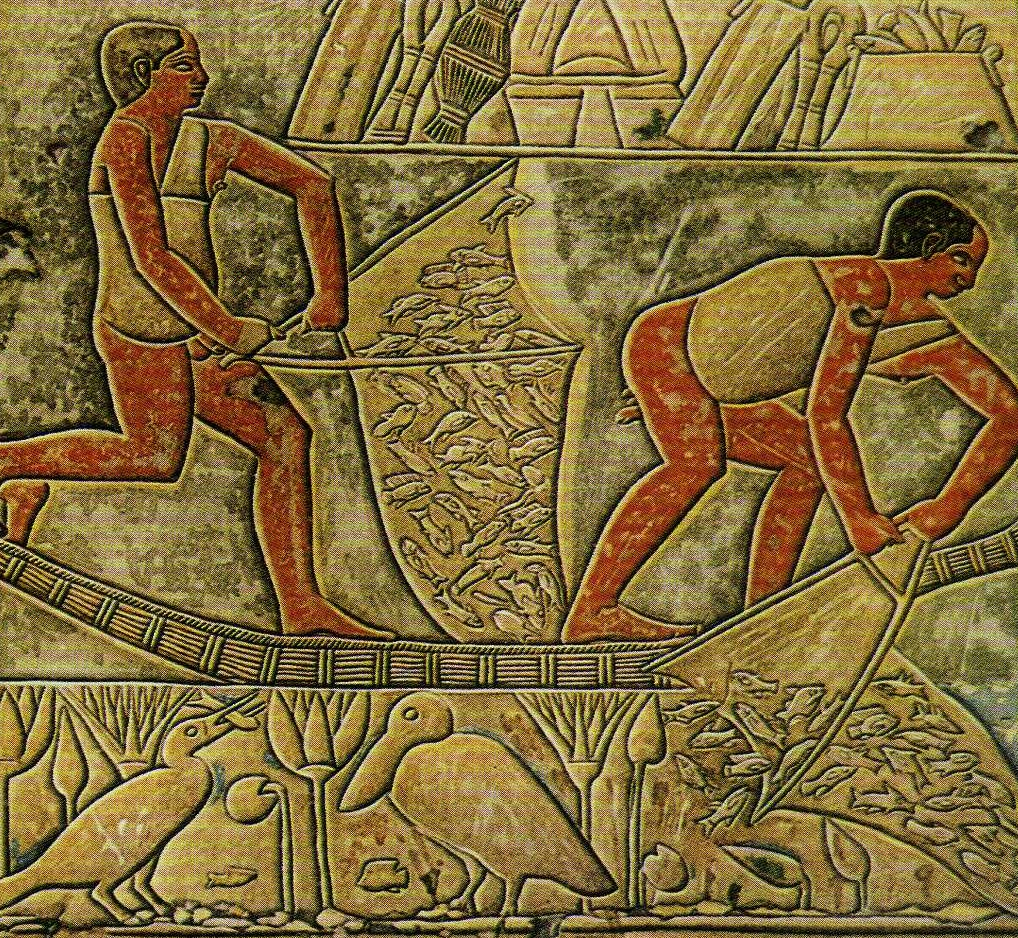
Das Fischfangen mittels eines Handnetzes (Kescher) in einer Wandmalerei des Grabes des Mereruka in Sakkara

Neben dem Gebrauch von Speeren ist das Fischen mit Netzen das am häufigsten dargestellte Motiv auf Abbildungen. Die einfachsten Netze waren Handnetze und Kescher. Die Menge der abgebildeten Fische ist vermutlich eine künstlerische Übertreibung, die vor allem dazu diente, viele verschiedene Fischarten darzustellen. Weitaus aufwändiger, aber wohl besonders ertragreich war des Fischen mit großen Zugnetzen („Wadenfischerei“). Diese Art der Fischerei ist mindestens in 78 Gräbern des Alten Reiches gefunden worden, weshalb diese Fangmethode recht gut rekonstruierbar ist. Schwimmer und Gewichte hielten die Netze von unterschiedlicher Länge, die an Ober- und Unterkanten mit Leinenstreifen eingefasst waren, in senkrechter Lage. Die Schwimmer waren aus Rohr oder Holz hergestellt, die Senker aus Stein, möglicherweise auch aus Ton und in späterer Zeit aus Blei. Die Senker sind, anders als die aus pflanzlich Materialien bestehenden Schwimmer, durch archäologische Funde noch heute zu sehen. Selbst von Netzen haben sich einige Stücke erhalten. Das Maschenwerk wurde aus Papyrus, Flachs oder anderen Pflanzenfasern gefertigt. Die Netze waren mit Weberknoten unverschiebbar zusammengeknüpft. Die Maschenweite war mit höchstens 1,9 cm sehr klein. Somit mussten die Netze beim Ziehen durch das Wasser einen erheblichen Widerstand erzeugt haben. Es wurden demnach für diese Art des Fangens viele Fischer benötigt. Auf einem Grabbild sind 28 Männer und ein Vormann dargestellt. Es scheint auch schon Schleppnetzfischerei gegeben zu haben. Im Grab des Mektirê wurden die Modelle zweier Papyrusboote gefunden, zwischen denen ein Netzsack angebracht war. Wurfnetze wurde offenbar erst seit römischer Zeit benutzt, was vor allem deshalb verwunderlich ist, weil diese Art der Fischerei in Mesopotamien schon lange bekannt war.

## Verarbeitung, Handel und Verwendung

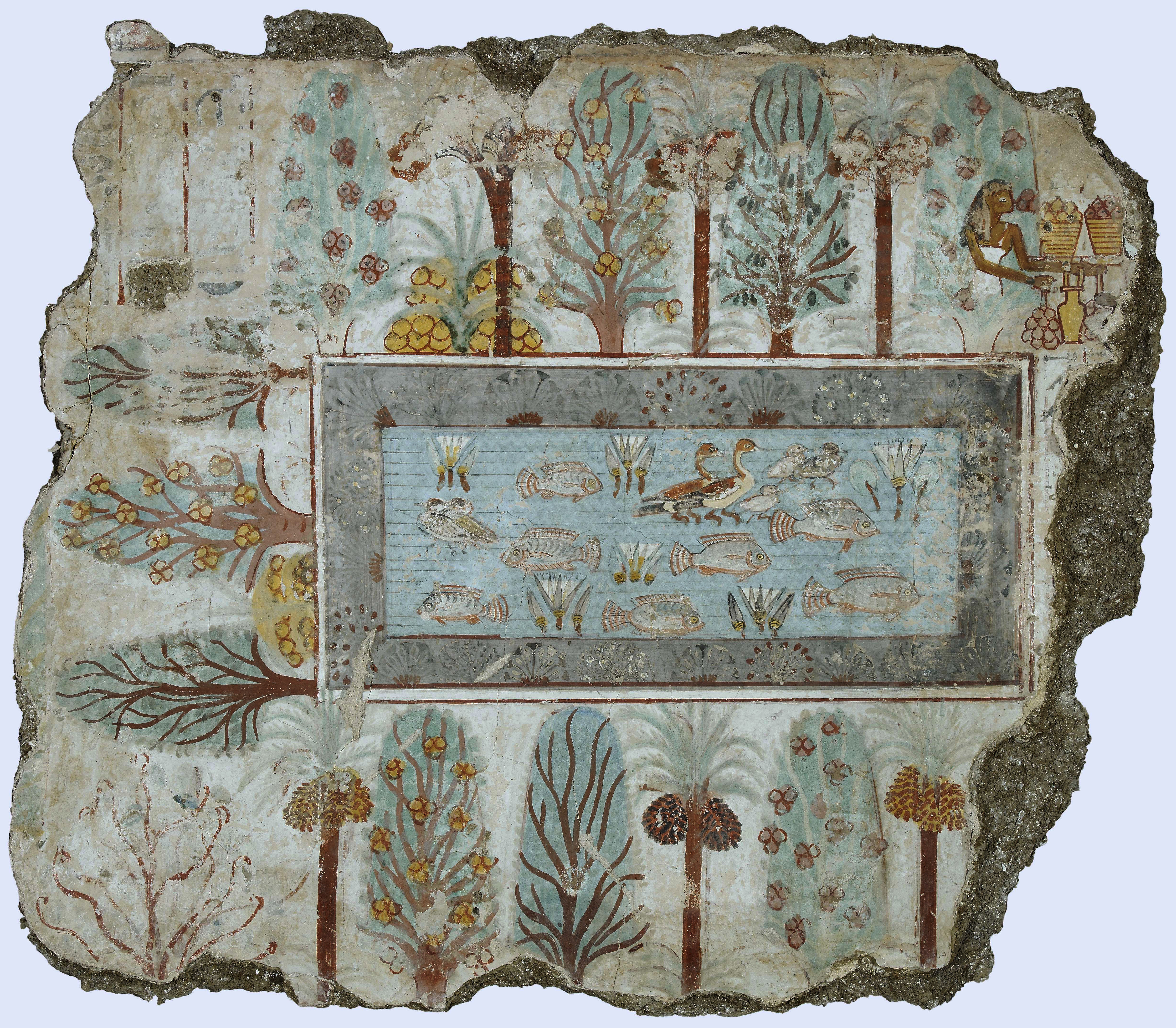
Künstlich angelegter Fischteich mit zahlreichen Tilapia-Fischen in einem Park mit Dattelpalmen und Skymoren in einer Wandmalerei der Grabkapelle des Nebamun in Theben-West, wohl um 1400 v. Chr.

Anders als das Luxusgut Fleisch wurde Fisch vor allem in den unteren Bevölkerungsschichten täglich gegessen, denn es war ein billiges Volksnahrungsmittel. Auch in den Palästen und in den Tempeln wurden Fische in großen Mengen verarbeitet und verzehrt. Es ist anzunehmen, dass hier ein Großteil der teureren Fischarten verbraucht wurde. Es sind aus Wandbildern sogar Fischteiche bekannt, in denen man vor allem Nilbuntbarsche hielt. Ob sie auch gezüchtet oder sogar nur als Zierfische gehalten wurden, ist unklar.

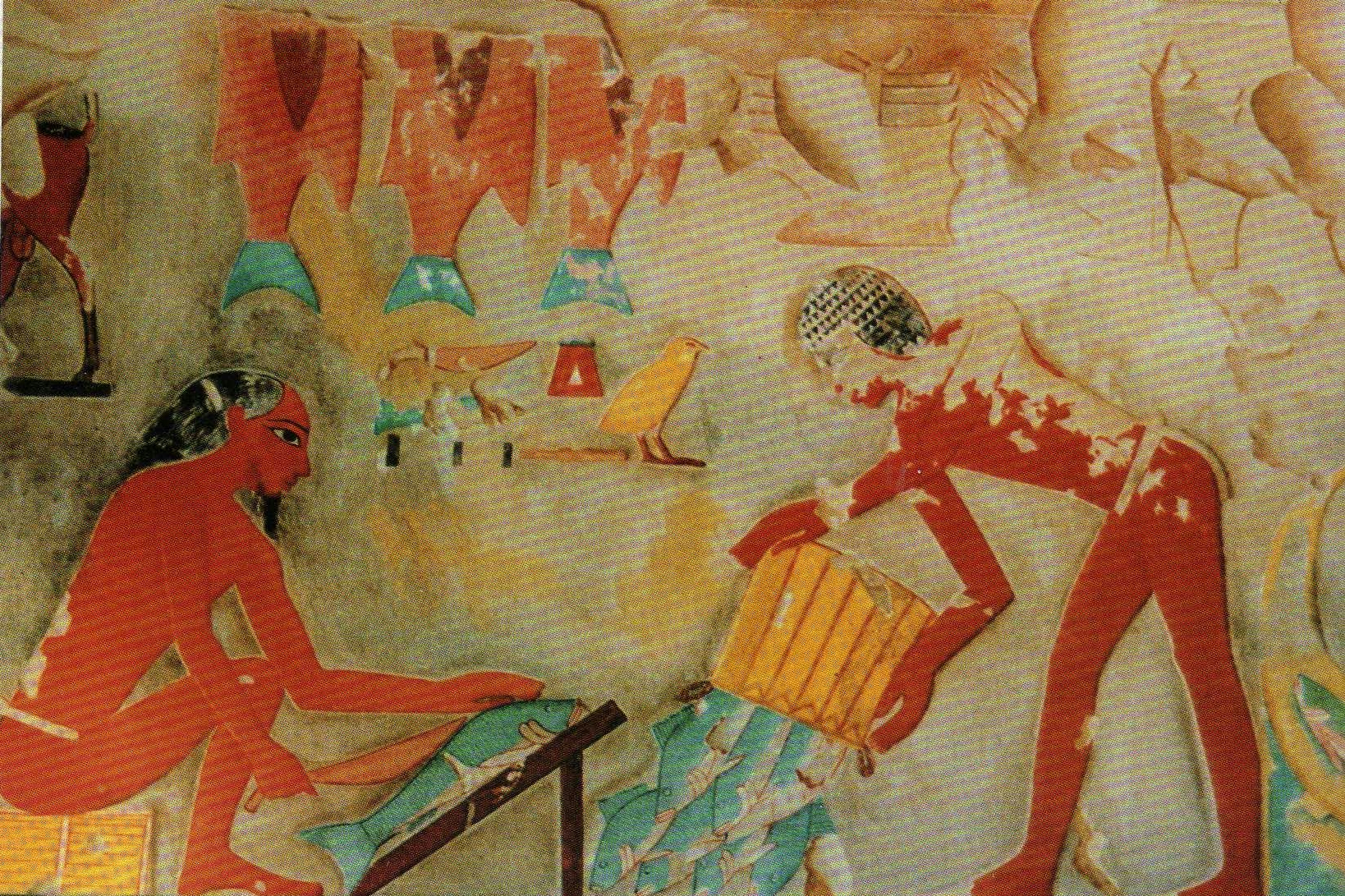
Das Ausnehmen von Fischen in einem Relief des Grabes des Puiemre in Theben

Die ältesten Spuren, die für den Verzehr von Fischen gewertet werden können, stammen aus prädynastischer Zeit und werden in einen Zeitraum zwischen 4000 und 3500 Jahren v. Chr. datiert. Im Magen einer weiblichen Hockerleiche in Naga-ed-Deir bei Girga in Oberägypten fand man unter anderem Reste einer Fischmahlzeit. Der als Buntbarsch identifizierte Fisch wurde offensichtlich mitsamt Kopf und Schuppen verspeist. Im Magen einer anderen Mumie fanden sich Reste von Weißfischen.
Fische wurden im Allgemeinen gebraten oder gekocht, seltener gedörrt oder in einer Lake zubereitet. Die Verarbeitungsarten und -schritte sind aus Wandbildern hinlänglich bekannt. Falls man die Fische nicht schon an Bord der Papyrusboote verarbeitete, wurden sie an Land gebracht und dort weiter aufbereitet. Große Fische wurden an Ruderstangen aufgehängt und so transportiert. Dazu schnitt man die Fische vom Rücken her auf. Wenn die Fische nicht im ganzen verarbeitet wurden, teilte man sie mit Messern auf schrägen Holzblöcken. Verschiedene Fischarten wurden in verschiedenartiger Weise aufgeschnitten. Dörrfische wurden unbehandelt oder gesalzen in den heißen Sand gelegt. Aus Meeräschen wurden die Ovarien entnommen und gesammelt. Der Rogen wurde dann frisch gegessen, getrocknet oder zur schon erwähnten teuren kaviarähnlichen Delikatesse namens Batarak verarbeitet. Dazu wurden die Ovarien in Salzlake gelegt, dann zu Kugeln geformt, zwischen zwei Brettchen gepresst und zum Trocknen in die Sonne gelegt. Diese Verarbeitungsmethode wurde noch bis zum Ende des 19. Jahrhunderts angewendet. Zentrum dieser Produktion war die Stadt Phagroriopolis.
Um Fische länger haltbar zu machen, wurden sie vor allem mit Salz konserviert, das es in Ägypten an vielen Stellen gab. In Tempeln war eigens Personal nur zu dieser Arbeit abgestellt. Das ägyptische Wort für diese Arbeit war dasselbe wie für das Mumifizieren. Das Räuchern von Fischen war unbekannt, nicht zuletzt aufgrund der hohen Kosten für Holz. Außerdem ermöglichte das warme Klima in Ägypten mit dem Ausdörren einen einfacheren Weg der Konservierung. Transportiert wurde der Fisch mit Transportseglern auf dem Nil, was sich vor allem bei begehrten Meeräschen lohnte. In der Spätzeit wurden im Nildelta in größeren Betrieben Pökelfisch produziert, der auch außerhalb Ägyptens ein begehrter Artikel war.
Der Handel war bis zur Ptolemäerzeit ein Handel auf Tauschbasis. Offenbar gab es dabei ein festes System. Ein Fischer konnte demnach von vornherein wissen, was er für seinen Fang als Gegenleistung bekam. Neben selbstständigen Fischern gab es auch solche, die für staatliche Institutionen arbeiteten und ihren Fang demnach abliefern mussten. Auf einem Wandbild ist zu sehen, wie ein Schreiber die heimkehrenden Fischer erwartet. Ramses IV. beschäftigte in der Mitte des 12. Jahrhunderts v. Chr. etwa 200 Fischer, um seinen Hofstaat und seinen Harem zu versorgen. Sowohl Fischer als auch Grundherren, die Fischer beschäftigten, mussten Abgaben in Form von Naturalien entrichten. In der Spätzeit des Reiches waren 10 Prozent üblich. Auch die Arbeiter, die im Auftrag von Tempeln oder der Pharaonen an Großprojekten arbeiteten, wurden mit Fisch versorgt. Im Papyrus Harris I rühmt Ramses IV. seinen Vater Ramses III. als Stifter von einmal 441.000 ganzen und einem anderen Mal 15.500 getrockneten und 2.000 frischen Fischen an den Tempel des Amun-Re in Theben.
Neben den beschriebenen Verarbeitungsweisen wurde Fisch auch medizinisch verwendet. Im Papyrus Ebers werden neun Anwendungsmöglichkeiten beschrieben. Im Papyrus Kahun werden sogar tiermedizinische Behandlungsmöglichkeiten von Fischen erläutert.

## Fischkult
Die Gardiner-Liste, eine moderne Sammlung ägyptischer Hieroglyphen, zeigt sieben verschiedene Schriftzeichen, die Fische oder Teile von Fischen darstellen.
Viele Zusammenhänge der altägyptischen Religion sind bislang noch nicht erforscht, das trifft nicht zuletzt auch auf die religiösen Wechselwirkungen zwischen Mensch und Fischen und auf die Bedeutung von Fischen für den Totenkult zu. Tiere und Tierkulte, etwa des falkenköpfigen Horus oder des schakalartigen Anubis, gehörten zum gängigen Repertoire der ägyptischen Religion. Schon in älteren Kulten spielten Fische eine wesentliche Rolle. In der Lehre für König Merikare aus der Zeit um 2060 v. Chr. wird die Schöpfung der Fische für die Menschen durch einen Gott beschrieben. In verschiedenen Gauen waren bestimmte Fischarten teilweise tabu und durften nicht gegessen werden. Vor allem im Delta und im Fayum, wo es besonders viele Fische gab, wurden sie zum Teil göttlich verehrt. Im Grunde hatte jede Stadt eigene Tiere, die heilig und tabu waren. Im nördlichen Delta, im 16. Gau mit der großen Stadt Mendes, wurde seit der vierten Dynastie (2600–2475) der Mendes-Fisch verehrt. Er war das Symbol der Fischgöttin Hatmehit. Einer ihrer Namen war „Erste der Fische“. Figürliche Darstellungen der Göttin zeigen sie mit einem Fisch, dem Glaswels, auf dem Kopf.
Besondere Verehrung genoss in weiten Teilen des Landes der Tilapia-Buntbarsch. Vornehmlich verehrte man ihn im zehnten Gau Oberägyptens und in der Stadt Dendera. Schon mehrfach wurde die Bedeutung des Fisches als Fruchtbarkeitssymbol angesprochen. Er wurde auch als Chromis (Roter Fisch) bezeichnet, was auf seine rötliche Färbung und seinen Bezug zum Sonnengott Re und dessen Tochter Hathor anspielte. Wandbilder, Inschriften und Texte der Totenbücher zeigen den Tilapia neben einigen anderen nicht identifizierbaren Fischen als Begleiter der Sonnenbarke des Ra. Er behütete das Schiff vor dem Stranden und warnte den Gott vor Gefahren. Vielfach wurde der Fisch in Amulettform als Glücksbringer getragen. Im Neuen Reich wurden dekorative Objekte in Form der Fische als Grabbeigaben mitgegeben. Der Oxyrhynchos (Nasennilhecht, auch Spitznase genannt) genoss ebenfalls eine hohe Verehrung, besonders im 19. oberägyptischen Gau mit der von den Griechen Oxyrhynchos genannten Stadt. Bekannt ist auch der Fischfriedhof in der Nähe des Ortes, in dem viele Mumien dieses heiligen Fisches bestattet wurden. Auch in Abydos und Esna wurde der Fisch kultisch verehrt. Vielfach wurden Bronzebildnisse des Fisches geschaffen, manchmal bekam der Fisch sogar Kuhhörner und am Rücken die Sonnenscheibe aufgesetzt. Die Scheibe war das Symbol der Liebesgöttin Hathor, die Stadtgöttin von Esna war. Im 19. Gau durften Fischer keine Nilhechte fangen und setzten deshalb keine Angelhaken ein. Es soll sogar einmal zum Krieg zwischen den Städten Oxyrhynchos und Kynopolis gekommen sein. In Oxyrhynchos wurde als Reaktion auf das Verspeisen von Nilhechten in Kynopolis ein den Kynopolern heiliger Hund getötet.

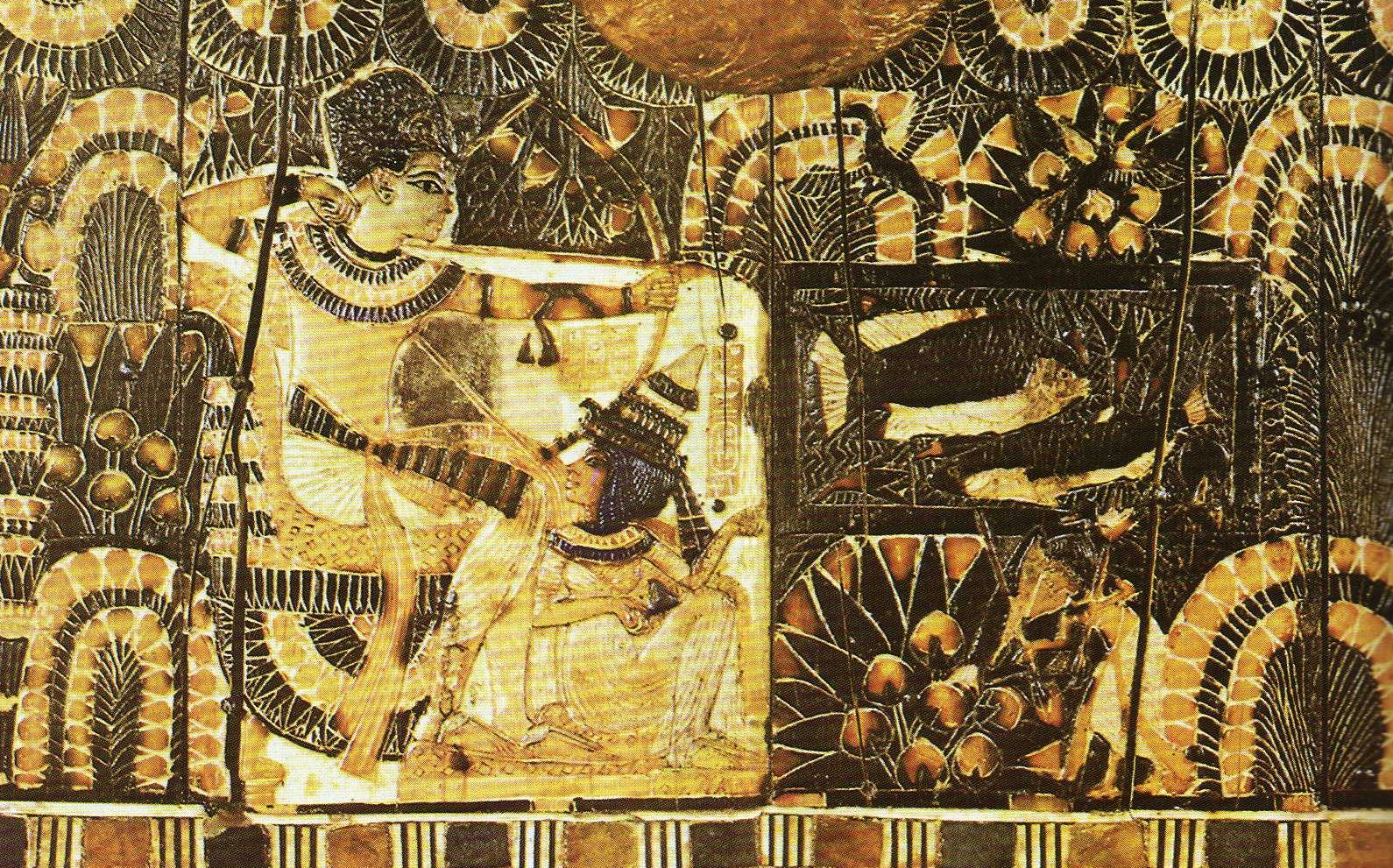
Malerei auf der Wand einer hölzernen Elfenbeintruhe aus dem Grab des Tut-ench-Amun in Theben-West

In Lepidotonpolis in der Nähe von Abydos wurde der Lepidotos-Fisch (Bynnibarbe) verehrt. Aus der Spätzeit sind diverse Bronzefiguren gefunden worden, in Theben Mumien des Fisches. Sie wurden in hölzernen, barbenförmigen Sarkophagen bestattet. Diese Fische galten als Sinnbild der Stadtgöttin von Abydos, Mehit. Vor allem den Bewohnern von Assuan war der Phagros heilig. Er galt als Bote des Nilgottes Hapi und kündigte als dessen Bote das jährliche Nilhochwasser an. Der Fisch wurde ebenfalls in Heliopolis und in Phagroriopolis verehrt. Es ist nicht ganz sicher, welcher Fisch als Phagros zu identifizieren ist, wahrscheinlich waren es die Meeräschen. Neben dem Nilhecht wurde in Esna auch der Nilbarsch verehrt, den man Latos nannte. Die Griechen gaben der Stadt deshalb den Namen Latopolis. Der Fisch galt als Manifestation der Schöpfergöttin Neith. Sie war Stadtgöttin von Sais, wo auch ein wohl als Opfergabe gedachter Bronzesarg mit mumifizierten Nilbarschen gefunden wurde. Auch bei Esna gab es eine Fischnekropole, in der in ptolemäischer Zeit mumifizierte Nilbarsche bestattet wurden.
Ein weiterer Fischfriedhof wurde in Medinet Gorub im Fayum gefunden. Hier wurden wieder Nilbarsche bestattet. Daneben fanden sich dort jedoch auch Fiederbartwelse, Raubwelse und Stachelwelse. In Bubastis fand man die Darstellung von welsköpfigen Dämonen aus der Zeit des Alten Reiches. Kugelfische wurden an mehreren Orten als heilige Tiere verehrt, so in Assuan, Elephantine und Nebyt/Kom Ombo. Er zeigte ähnlich den Meeräschen die nahende Nilflut. Im östlichen Nildelta wurde der Aal als heilig angesehen und galt als heiliges Tier des Urgottes Atum. In Sais fand man mehrere Exemplare, die in kleinen Bronzesärgen bestattet wurden.
Die Berichte zum Status der einzelnen Fische sind in der Überlieferung recht ambivalent. Obwohl Fische in manchen Regionen als heilig galten, wurden manche Arten auch verachtet, denn diese galten als unrein oder böse. Nur nach Plutarch, De Iside et Osiride, nicht aber nach ägyptischen Quellen, gab es drei Frevlerfische, den Oxyrhynchos-Fisch, den Lepidotos und den Phagros, die sich an der Leiche des Totengottes Osiris vergangen hatten, indem sie seinen Phallus verschluckten. Fische wurden nicht nur von Menschen gegessen, sondern auch an heilige Tiere verfüttert. In Grabmalereien wurden häufig die Verstorbenen beim Essen von Fischen abgebildet. In Sargtexten des Mittleren Reiches werden Fische als Speise im Totenreich angegeben. Auch in Gräbern sind Fische als Opfergaben gefunden worden. Als älteste Darstellung eines Fisches als Gabe in einem religiösen Zusammenhang gilt eine kleine Plakette, welche dem König Djer (um 2900 v. Chr.) zugeschrieben wird. Die Darstellung von Fischopfern ist insgesamt allerdings recht selten.

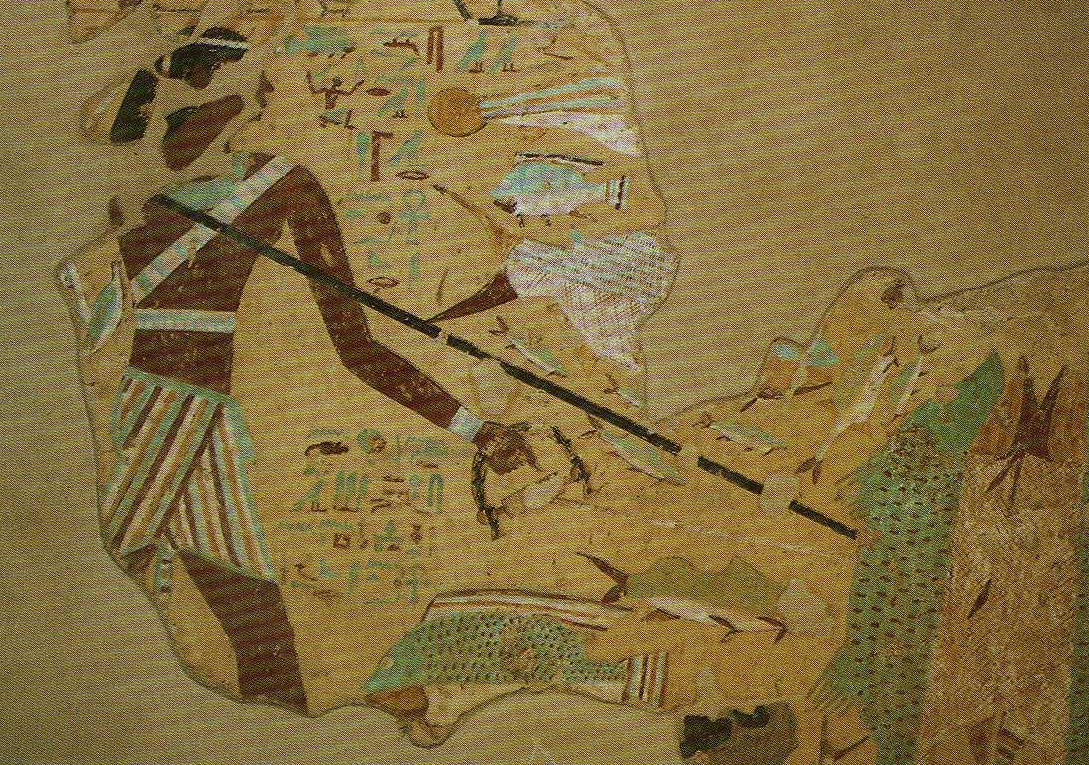
Das Harpunieren von Fischen in einer Wandmalerei des Grabes des Anchtifi in Mo’alla, 1. Zwischenzeit, um 2100 v. Chr.

Die häufig dargestellten Fischszenen in Grabkammern hatten auch jenseits der schon vorgestellten kultischen Bedeutung durchweg religiöse Hintergründe. Wurden die Grabherren bei der Jagd und beim Fischen gezeigt, symbolisierte das den Sieg über das Chaos. Die gezeigten Fische waren nicht einfach Dekoration, sondern sollten der Versorgung der Verstorbenen im Jenseits dienen. Eine Wandmalerei im Grab des Chabechnet in Deir el-Medina zeigt sogar die Verwandlung des Verstorbenen in einen Fisch. Der dargestellte Fisch ersetzt die sonst übliche Darstellung einer Mumie. Mehrfach sind Darstellungen gefunden worden, in denen der die Bewegungsfähigkeit der Seele darstellende Ba-Vogel durch einen Fisch ersetzt wurde. Eine Angst der Ägypter bestand darin, nach dem Tod in die Fangnetze zu geraten und somit im Jenseits nicht zu überleben. Auch vor weiteren Gefahren wie dem „Fischfäller“ mussten die Verstorbenen geschützt werden. Das versuchte man mit Hilfe von Beschwörungen zu bewerkstelligen. Doch auch im Diesseits versuchte man, magisch Einfluss zu nehmen. So sollten Priester mit ihrer Magie die Fischer vor Krokodilen schützen. Zudem gab es mancherorts Feste, wie das Fest von Behedet in Edfu, wo Fische von Priestern rituell mit den Füßen zertreten wurden. In Esna verbrannte man regelmäßig Fische am ersten Tag des Monats Payni. Priester durften vielerorts vor Zeremonien keine Fische essen. Im Neuen Reich gab es sogar kalendarische Listen mit solchen Speiseverboten. Somit ist anzunehmen, dass Fische Priester für bestimmte Handlungen unrein machten. Der aus Nubien stammende Pharao Pije hatte anscheinend sogar eine persönliche Aversion gegen Fische, da er sie von seinem Königshof verbannte und mit ägyptischen Fürsten nicht verkehren wollte, die unbeschnitten und Fischesser waren.